# Etyek
Etyek est un village et une commune du comitat de Fejér en Hongrie.

## Histoire
Les Studios Korda y ont construit un complexe digne d'Hollywood. Sur 15 000 mètres carrés se déploient une vingtaine de studios de tournage, dix salles de montage et quelques pièces destinées aux effets spéciaux.

## Personnalités
- Géza Egger (1987-), romancier, acteur et producteur de cinéma hongrois, est né à Etyek.